# 杨楼站
杨楼站是一个陇海线上的铁路车站，位于安徽省宿州市萧县杨楼镇，建于1915年，目前为四等站，邮政编码为235221。目前客运：办理旅客乘降；行李、包裹托运；货运：办理整车货物发到；不办理危险货物发到。